# Zygmunt Lipiński

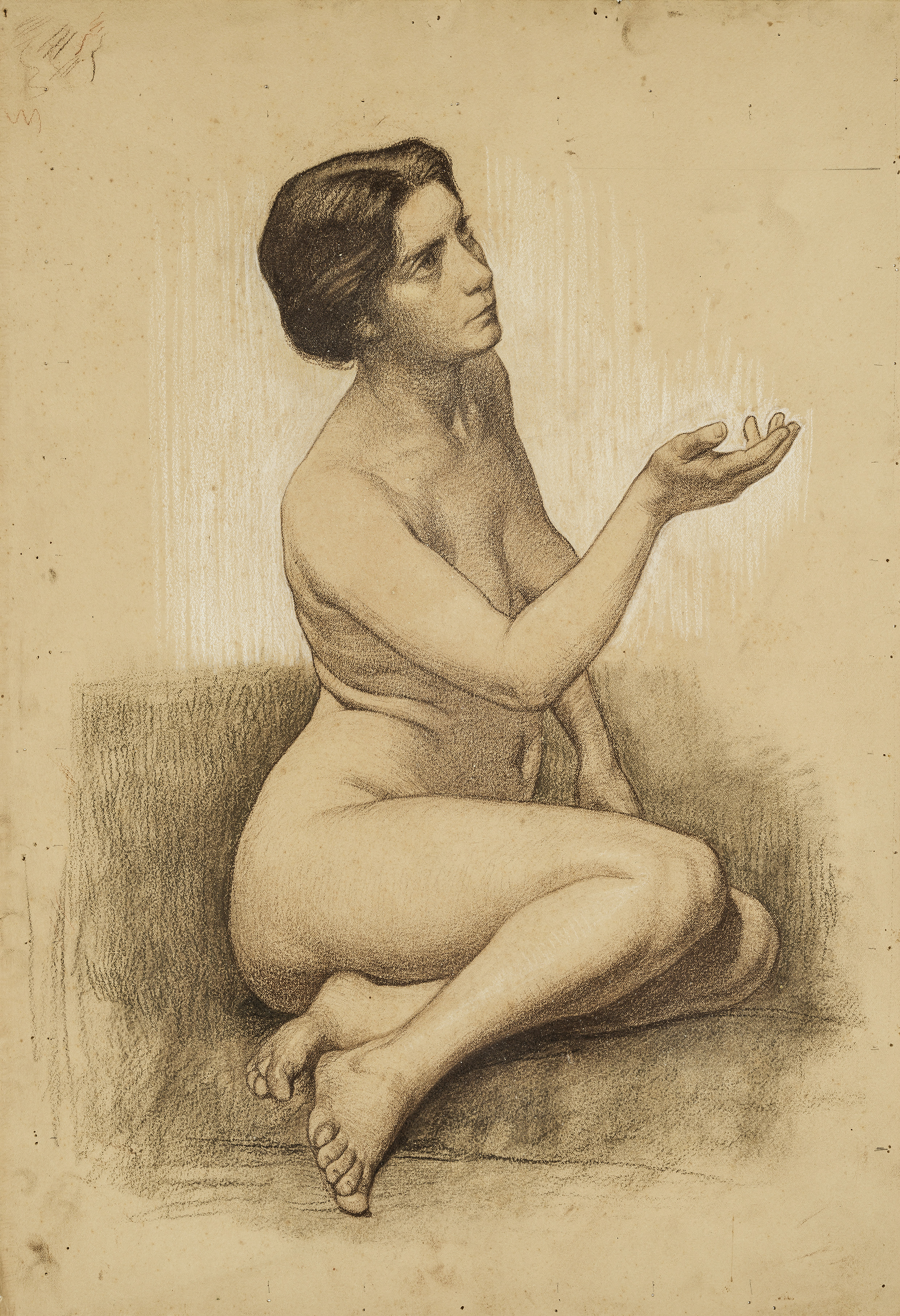
Akt kobiecy, 1912

Zygmunt Lipiński (niem. Sigmund Lipinsky, ur. 29 czerwca 1873 w Grudziądzu, zm. 17 lutego 1940 w Rzymie) – niemiecki malarz i grafik pochodzenia polskiego.

## Życiorys
Zygmunt Lipinski spędził dzieciństwo w Grudziądzu przy ul. Pańskiej 15 (dawniej Herrenstraße 24). Jego ojciec, Izydor Lipiński, był kupcem i jednym z młodszych synów skrzypka i kompozytora Karola Lipińskiego. Matka Wilhelmina była wnuczką kompozytora operowego Giacomo Meyerbeera.
W roku 1887 rodzina Lipińskich przeniosła się do Berlina, gdzie Zygmunt uczęszczał do gimnazjum, uzyskując w roku 1888 maturę. Do roku 1890 uczęszczał do klasy przygotowującej do studiów artystycznych. Od listopada 1890 studiował w Pruskiej Królewskiej Akademii Sztuk Pięknych pod kierownictwem Woldemara Friedricha, Josefa Scheurenberga i Antona von Wernera, u którego odbył studia mistrzowskie.
W roku 1899 odbył w Holandii studia uzupełniające technik graficznych. W tym samym roku wygrał konkurs na projekt fresków w pałacu rodu von Moltke w Krzyżowej na Dolnym Śląsku, otrzymując wielką nagrodę państwową wraz ze stypendium na pobyt w Rzymie.
W latach 1900–1902 współpracował z Antonem von Wernerem przy projektowaniu wystroju kopuły berlińskiej katedry protestanckiej. W tym czasie poślubił skrzypaczkę Paulę Klein, lecz po urodzeniu córki Anneliese małżeństwo się rozpadło.
W roku 1902 zamieszkał Lipiński w Rzymie. Dzięki pomocy fundacji Michaela Beera mógł przedłużyć pobyt do roku 1904, a w roku 1905 zdecydował się pozostać w Rzymie na stałe i przystąpić do Niemieckiego Stowarzyszenia Artystów (Deutscher Künstlerverein). W Rzymie poślubił Chilijkę pochodzenia niemieckiego, Elinitę Kümpel. W tym małżeństwie przyszło na świat troje dzieci.
Zachęcony przez niemieckich kolegów-malarzy, zwrócił się w twórczości ku symbolizmowi. Znaczne miejsce w jego dziełach zajęła sztuka aktu.
Od roku 1911 zajął się techniką akwaforty i miedziorytu, tworzył nagłówki papierów listowych i ekslibrisy.
Założył szkołę malarstwa i rysunku swojego imienia, mieszczącą się przy Via Margutta 33 w pobliżu Schodów Hiszpańskich.
Podczas I wojny światowej jako obywatel niemiecki musiał przenieść się do Monachium, gdzie nawiązał kontakty z malarzami z kręgu Nowej Secesji Monachijskiej i Nowej Secesji Berlińskiej.
W roku 1919 powrócił Lipiński z rodziną do Rzymu, gdzie rozpoczął nauczanie rysunku w British Academy of Arts. W roku 1931 wydał podręcznik anatomii dla malarzy „Manuale Anatomico. Per la Studio Artistico del corpo umano”. W późniejszych latach poświęcił się niemal wyłącznie grafice, zaniedbując malarstwo.
Zmarł w Rzymie i tam został pochowany. Pozostawił czworo dzieci:
- Anneliese Lipinsky (1900-1966)
- Angelo Lipinsky (1904-1986)
- Lino Sigismondo Lipinsky (1908-1988)
- Eva Lipinsky-Episcopo (1911-1988)

Zamieszkała w Rzymie wnuczka artysty, Donatella Episcopo-Lipinsky ofiarowała Muzeum w Grudziądzu młodzieńcze rysunki, studia, szkice malarskie i obrazy powstałe w latach 1890–1900 podczas studiów w Berlinie. W kolekcji dużą grupę stanowią szkice i rysunki przygotowawcze do fresku namalowanego pomiędzy 1899 a 1900 rokiem przez Lipińskiego w pałacu rodziny von Moltke w Krzyżowej.